# BYD S8
La BYD S8 è un'autovettura prodotta dalla casa automobilistica cinese BYD Auto dal 2009 al 2010.

## Descrizione
La S8 è una coupé-cabriolet presentato per la prima volta sotto forma di prototipo al Salone di Shanghai nel 2006 con il nome BYD F8.
Il veicolo ha un tetto in acciaio retrattile che si apre e ripone nel bagagliaio. Il design della vettura ha suscitato numerose controversie, in quanto nella parte posteriore assomiglia alla Renault Mégane CC, mentre la parte anteriore ricorda la Mercedes-Benz CLK.
La S8 ha la trazione anteriore ed è alimentata da un motore a 4 cilindri da 2,0 litri.
Nel 2009 l'auto è stata venduta in soli 96 unità e solo 7 auto sono state vendute nell'anno 2010. In tutto, l'auto è stata venduta in sole 103 unità.